# Novembre 1896

## Événements
- 3 novembre : élection de William McKinley (R) comme Président des États-Unis.

- 6 novembre : Bernard Lazare publie à Bruxelles « Une erreur judiciaire, la vérité sur l'affaire Dreyfus ».

- 14 novembre : course automobile anglaise entre Londres et Brighton. Léon Bollée s’impose sur une Bollée.

- 23 novembre : création de l’Union sociale-nationale en Allemagne, née d’une scission du parti chrétien social, ouvertement antisémite. L’Union revendique une politique coloniale expansionniste.

## Naissances
- 1er novembre : Théophile Beeckman, coureur cycliste belge († 22 novembre 1955).
- 3 novembre : Erika Abels d'Albert, peintre autrichienne († 1975).
- 12 novembre : Shinʼichi Makino, écrivain japonais († 24 mars 1936).
- 13 novembre : Georges Journois, général et résistant français, mort en déportation le 26 septembre 1944.
- 15 novembre : Charles N'Tchoréré, militaire français d'origine gabonaise, exécuté par l'ennemi le 7 juin 1940.
- 20 novembre : Chiyono Hasegawa, supercentenaire japonaise († 2 décembre 2011).
- 28 novembre : Józef Koffler, compositeur polonais († 1943).

## Décès
- 5 novembre : Karl Verner, linguiste danois.
- 9 novembre : Émile Delperée, peintre belge (° 15 septembre 1850).
- 10 décembre : Alfred Nobel, industriel suédois et instigateur des prix Nobel.
- 24 novembre : John James Fraser, premier ministre du Nouveau-Brunswick.